# Iban Mayoz Etxeberria
Iban Mayoz Etxeberria (Donòstia, 30 de setembre de 1981) és un ciclista basc. Va debutar com a professional el 2004 a l'equip Relax-Fuenlabrada.
En el seu palmarès sols destaquen algunes victòries en classificacions menors.

## Palmarès
- 2008
  - Vencedor de la classificació de les metes volants de la Volta al País Basc
  - Vencedor de la classificació de les metes volants de la Bicicleta Basca
- 2010
  - Vencedor de la classificació de la muntanya de la Volta a Castella i Lleó

### Resultats al Giro d'Itàlia
- 2006. 128è de la classificació general
- 2009. Abandona (15a etapa)
- 2010. 22è de la classificació general

### Resultats a la Volta a Espanya
- 2008. 39è de la classificació general

### Resultats al Tour de França
- 2010. No surt (16a etapa)